# CU Водолея
CU Водолея (лат. CU Aquarii) — одиночная переменная звезда в созвездии Водолея на расстоянии (вычисленном из значения параллакса) приблизительно 28473 световых лет (около 8730 парсеков) от Солнца. Видимая звёздная величина звезды — от +16,2m до +14,6m.

## Характеристики
CU Водолея — жёлто-белая пульсирующая переменная звезда типа RR Лиры (RRAB) спектрального класса F. Эффективная температура — около 6175 К.